# Второе правительство Думерга
Второе правительство Думерга — кабинет министров, правивший Францией с 9 февраля по 8 ноября 1934 года, в период Третьей французской республики, в следующем составе:
- Гастон Думерг — председатель Совета министров;
- Луи Барту — министр иностранных дел;
- Филипп Петен — военный министр;
- Альбер Сарро — министр внутренних дел;
- Луи Жермен-Мартен — министр финансов;
- Адриен Марке — министр труда;
- Анри Шерон — министр юстиции;
- Франсуа Пьетри — военно-морской министр;
- Гийом Бертран — министр торгового флота;
- Виктор Денэн — министр авиации;
- Эме Берто — министр национального образования;
- Жорж Риволле — министр пенсий;
- Анри Кей — министр сельского хозяйства;
- Пьер Лаваль — министр колоний;
- Пьер-Этьен Фланден — министр общественных работ;
- Луи Марэн — министр здравоохранения и физической культуры;
- Андре Малларм — министр почт, телеграфов и телефонов;
- Люсьен Лямурё — министр торговли и промышленности;
- Эдуар Эррио — государственный министр;
- Андре Тардьё — государственный министр.

Изменения
- 13 октября 1934 — Пьер Лаваль наследует Барту (убитому 9 октября) как министр иностранных дел. Поль Маршандо наследует Сарро как министр внутренних дел. Луи Роллен наследует Лавалю как министр колоний.
- 15 октября 1934 — Анри Лемери наследует Шерону как министр юстиции.